# 南山宏
南山 宏（みなみやま ひろし、1936年7月29日 - ）は、日本の作家、翻訳家、怪奇現象研究家、元編集者。
本名の森 優（もり ゆう）名義での著作もある。
『SFマガジン』編集前記に使用した「M・M」という頭文字は、本名の「ゆう」を「まさる」に読み替えて筆名としたもの。他のペンネームに大山優、森勇軒、森勇謙がある。

## 概要

### 生い立ち
東京府東京市（現在の東京都港区）生まれ。筆名は母校の港区立南山小学校に因む。東京外国語大学ドイツ語学科在学中、SF同人誌『宇宙塵』の初期の同人となる。当時から、野田昌宏と共にアメリカSF小説の収集家として名を馳せていた。

### 早川書房時代
『宇宙塵』主催者の柴野拓美の紹介により早川書房でアルバイトを始めたことがきっかけとなり、大学を中退して1961年に早川書房へ入社。SF部門の2人目の社員だったため、福島正実配下で即日副編集長を務める。
1969年に福島正実が作家たちと対立して急遽退社したため、『SFマガジン』2代目編集長となり、また福島が企画していた世界初のSFの全集『世界SF全集』（1968年 - 1971年）を完結させる。
また1970年には、早川書房の初の文庫本であるハヤカワSF文庫を創刊。海外作家のスペース・オペラやヒロイック・ファンタジーなどのシリーズ作品や、平井和正の「ウルフガイ・シリーズ」など、娯楽性が高い作品を刊行。福島の文学路線とは一線を画し、SFのエンターテインメント路線へと舵を切った。特にその文庫ではカバー、口絵、挿絵に当時気鋭のイラストレーター（武部本一郎、斉藤和明、生頼範義、深井国他）や漫画家（石森章太郎、松本零士、坂口尚他）を積極的に起用した。これらは次段階（1974年以降）での『SFマガジン』本誌での連載や掲載分を含めて画集や漫画単行本の企画までを構想したものであり、そのビジュアルを重視した戦略は後の〝SFブーム〟（1977年以降）の先鞭として極めて注目に値する。
また、1971年には筒井康隆『脱走と追跡のサンバ』でシリーズ「日本SFノヴェルズ」を刊行開始している。このシリーズの2冊目が半村良の初長編『石の血脈』である。森は半村の作風を伝奇ロマンと命名した。

### フリー時代
1974年に超常現象研究に専念するため退社して、フリーとなる。以降、超常現象に関する著作や翻訳を多数刊行。「日本における超常現象研究の第一人者」と呼ばれるようになる。
また武田崇元らと共に、オカルト雑誌『ムー』の1979年の創刊以来からの顧問を務める。
英国「フォーティアン・タイムズ」（Fortean Times）特別通信員。日本フォーティアン協会顧問。バベル翻訳外語学院講師。
日本推理作家協会会員。
日本SF作家クラブ会員だったが、2013年、他のベテランSF作家らとともに名誉会員に。
岩崎書店が主催している、ジュニア冒険小説大賞および福島正実記念SF童話賞の選考委員。

## 人物
「剛の福島正実」に対して「柔の森」と呼ばれる穏やかな人格で、ともすれば対立しがちな作家と福島の間を取り持ったのは両三度にとどまらない。またSF作家の知恵袋的な存在でもあった。ネス湖、マヤ、エジプトのピラミッド、コスタリカの真円球などSF作家の飯の種になりそうな場所を飛び回って取材していた。こうした超常現象に関する資料を教えてもらった経験は、多くのSF作家に共通している。

## 家族
実弟は小説家の森詠。

## 著書
- 『世界の円盤ミステリー』（秋田書店、世界怪奇スリラー全集） 1968年
- 『超自然のなぞ』（講談社、マガジン=ブックス） 1966年
- 『超自然の世界』（大陸書房） 1970年
- 『超現実の世界』（大陸書房） 1971年
- 『異次元の怪奇』（大陸書房） 1971年
- 『空飛ぶ円盤のなぞ』（黒崎出版、世界怪奇シリーズ） 1973年
- 『世界の恐怖画報』（黒崎出版、世界怪奇シリーズ） 1973年
- 『世界のスリラー画報』（黒崎出版、世界怪奇シリーズ） 1973年
- 『円盤写真大図鑑』（黒崎出版、世界怪奇シリーズ） 1974年
- 『世界の怪奇ミステリー』（曙出版） 1974年
- 『UFOと宇宙人』（大陸書房） 1975年
- 『UFO事典 宇宙の神秘がわかる193項』（徳間書店） 1975年
- 『UFOの秘密』（秋田書店） 1976年
- 『怪奇なぞのUFO怪事件』（学習研究社） 1977年
のち広済堂文庫
- 『UFO大追跡 キミは見たか!』（ベストセラーズ、ワニの豆本） 1978年
- 『世界怪奇情報大事典』（講談社） 1978年
- 『SFパズル キミはどこまで宇宙人か?』（ベストセラーズ、ワニの豆本） 1980年
- 『UFO地球侵略の謎』（二見書房、サラ・ブックス） 1980年
- 『世界の未確認怪獣 実在するモンスターのすべて』（曙出版） 1980年
- 『UFO遭遇事典』（編著、立風書房） 1980年
- 『宇宙から来た遺跡 宇宙考古学フィールドワーク』（講談社） 1981年
のち講談社文庫
- 『米政府は異人類の死体を隠している 今世紀最大の謀略! 墜落円盤回収事件の真相』（学習研究社） 1983年
- 『超科学最前線』（クロスロード） 1983年
- 『世界の円盤ミステリー』（秋田書店、世界怪奇スリラー全集） 1984年
- 『最新・世にも不思議な物語 南山宏のミステリー・ワールド』（みき書房） 1985年
- 『水たまりの宇宙戦争』（岩崎書店、あたらしいSF童話） 1987年
- 『宇宙と地球のミステリー 超科学が解いた不思議現象』（講談社文庫） 1988年
- 『世界ちょっと不思議な話』（講談社） 1990年
- 『UFO隠蔽工作の謎』（大陸書房） 1990年
- 『宇宙と地球最後の謎 今世紀最大のミステリーに挑む』（広済堂出版） 1992年
- 『ちょっと不思議な話』（学習研究社） 1992年
- 『謎の巨大獣を追え 未知動物〈ヒドン・アニマル〉の正体を徹底検証』（広済堂出版） 1993年
- 『オーパーツの謎　古代文明は現代科学を超えていた』　(二見書房） 1993年
- 『奇跡のオーパーツ 不思議な発見物が歴史を書き変える』（二見書房） 1994年
- 『宇宙のオーパーツ 月と火星に巨大建造物を発見!』（二見書房） 1995年
- 『沈黙の大陸 アトランティス・ミステリー』（学習研究社） 1996年
- 『海底のオーパーツ』（二見書房） 1997年
- 『超古代文明論 オーパーツが証す神々の存在』（高橋克彦共著、徳間書店） 1997年
- 『地球史を覆す「真・創世記」』（学習研究社） 1998年
- 『アンビリバbook 288の奇跡体験』（二見書房、二見wai wai文庫） 1999年
- 『本当にあったちょっと不思議な話』（学習研究社） 1999年
- 『大ピラミッド1万2000年の秘密』（小学館） 2002年
- 『恐竜と人間は共存したのか?（オーパーツ1）』（岩崎書店） 2002年
- 『古代の人は空を飛んだのか?（オーパーツ2）』（岩崎書店） 2003年
- 『大ピラミッドは宇宙からの遺産か?（オーパーツ3）』（岩崎書店） 2003年
- 『海底遺跡はまぼろしの大陸か?（オーパーツ4）』（岩崎書店） 2003年
- 『綺想科学論 世界の奇説・怪論・超研究』（学習研究社） 2005年
- 『生きていた恐竜・翼竜・海竜ドラゴン UMAの謎』（学習研究社） 2005年

## 翻訳
- 『宇宙市民』（ロバート・シェクリイ、早川書房） 1966年
- 『時間ちょう特急』（レイ・カミングス、岩崎書店） 1967年
- 『火星の合成人間』（バローズ、講談社） 1967年
- 『宇宙アトム戦争』（ハミルトン、偕成社） 1967年
- 『明日にとどく』（アーサー・C・クラーク、早川書房） 1968年
- 『光る目の宇宙人』（ハンター・ホリー、偕成社） 1970年
- 『怪獣惑星SOS』（ラインスター、集英社、ジュニア版世界のSF） 1970年
- 『透明人間』（H・G・ウェルズ、朝日ソノラマ） 1972年
- 『衝撃の四次元』（ジョン・マクリン、大陸書房） 1972年
- 『最後の恐竜世界』（アーサー・コナン・ドイル、朝日ソノラマ） 1973年
- 『ネス湖の怪獣』（ティム・ディンスデール、大陸書房） 1973年
- 『四次元から来た怪獣』（ジョン・A・キール、大陸書房） 1973年
- 『死を呼ぶ弾丸』（コーネル・ウールリッチ、岩崎書店） 1974年
- 『地底人間 秘密の怪獣境』（E・R・バローズ、秋田書店） 1975年
- 『UFO大襲来 人類への挑戦』（ロバート・エメネガー、ベストセラーズ） 1975年
- 『謎のバミューダ海域 UFO基地か四次元の断層か』（チャールズ・バーリッツ、徳間書店） 1975年
- 『スーパーマインド 超人間の謎』（ジョン・テイラー、勁文社） 1976年
- 『UFOからバミューダまで』（I・T・サンダーソン、大陸書房） 1976年
- 『新編 世界の謎』（ジョン・マクリン、大陸書房） 1976年
- 『湖底怪獣 その追跡と目撃』（ピーター・コステロ、ベストセラーズ） 1976年
- 『宇宙人飛来の謎』（アラン&サリー・ランズバーグ、二見書房） 1976年
- 『時間けいさつ官』（レイ・カミングス、岩崎書店、SFこども図書館） 1976年
- 『大隆起 魔の海域にアトランチスが浮上する』（ブラッド・スタイガー、徳間書店） 1977年
- 『大消滅 その後のバミューダ海域』（チャールズ・バーリッツ、徳間書店） 1977年
- 『アミティヴィルの恐怖 全米を震撼させた悪魔の家 （ドキュメント）』（ジェイ・アンソン、徳間書店） 1978年
- 『UFOとの遭遇』（J・アレン・ハイネック、大陸書房） 1978年
- 『謎のフィラデルフィア実験 駆逐艦透明化せよ!』（チャールズ・バーリッツ / ウィリアム・ムーア、徳間書店） 1979年
- 『宇宙のランデヴー』（アーサー・C・クラーク、早川書房） 1979年
のちハヤカワ文庫）
- 『スター・トレック 救世主の反乱』（T・コグズウェル / C・スペーノ、徳間書店） 1980年
- 『謎の創世記 エデンの園にいた宇宙人』（アーウィン・ギンズバーグ、徳間書店） 1980年
- 『四次元宇宙の謎 超空間から超時間へ』（ラモン・バルデス・ジュニア、二見書房） 1981年
- 『1999年運命の日』（チャールズ・バーリッツ、二見書房） 1981年
- 『ニューメキシコに墜ちた宇宙船 謎のロズウェル事件』（チャールズ・バーリッツ、徳間書店） 1981年
- 『22世紀のコロンブス』（J・G・バラード、集英社） 1982年
- 『宇宙誘拐 ヒル夫妻の“中断された旅”』（ジョン・G・フラー、角川文庫） 1982年
- 『第10番惑星に宇宙人がいた』（ゼカリア・シッチン、二見書房） 1983年
- 『トワイライトゾーン オリジナル版 - 超次元の漂流者』（ロッド・サーリング、二見書房 サラ・ブックス） 1984年
- 『人類は地球外生物に狙われている』（ローレンス・フォーセット / バリー・J・グリーンウッド、二見書房 サラ・ブックス） 1985年
- 『ブライド』（ヴォンダ・マッキンタイア、角川文庫） 1985年
- 『ノストラダムスの遺産』（レイモンド・レナード、祥伝社） 1986年
- 『アーサー・C・クラークのミステリー・ワールド』（サイモン・ウェルフェア / ジョン・フェアリー、角川書店） 1986年
- 『太陽系オデッセイ』（アーサー・C・クラーク、新潮文庫） 1986年
- 『悪魔族の叛乱』（J・H・ブレナン、二見書房） 1987年：アドベンチャー・ゲーム
- 『ゴールデン・チャイルド』（ジョージ・C・チェスブロー、角川文庫） 1987年
- 『インナースペース』（ネイサン・エリオット、角川文庫） 1987年
- 『幻の恐竜を見た』（ロイ・P・マッカル、二見書房 サラ・ブックス） 1989年
- 『アビス』（オースン・スコット・カード、角川文庫） 1989年
- 『ミステリー・サークルの謎』（パット・デルガード / コーリン・アンドルーズ、二見書房 サラ・ブックス） 1990年
- 『MJ-12の謎と第18格納庫の秘密』（ティモシー・グリーン・ベクリー、二見書房 サラ・ブックス） 1990年
- 『アメリカン・ゴースト・ストーリー 実録・世にも怪奇な真実の物語』（シャロン・ジャーヴィス、広済堂出版） 1991年
- 『イントゥルーダー 異星からの侵入者』（バッド・ホプキンズ、集英社） 1991年
- 『ノストラダムスの極秘大予言』（アーサー・クロケット、大陸書房） 1991年
- 『宇宙人究極の地球侵略計画 20世紀最後の秘密』（コマンダー・エックス、大陸書房） 1991年
- 『アウトゼア 米政府の地球外生物秘密探査』（ハワード・ブラム、読売新聞社） 1992年
- 『ドリーマー』（ピーター・ジェイムズ、角川ホラー文庫） 1993年
- 『ポゼッション』（ピーター・ジェイムズ、角川ホラー文庫） 1993年
- 『30日でできる超常体験 不思議世界への扉が開く』（キース・ハラリー / パメラ・ワイントローブ、広済堂出版） 1993年
- 『オーパーツの謎 古代文明は現代科学を超えていた』（二見書房） 1993年
- 『〈超真相〉ノアの箱舟 「謎の聖域」はアララト山頂にあった』（チャールズ・バーリッツ、徳間書店） 1993年
- 『キリスト教と聖書の謀略 カトリック教会が仕掛けた人類最大の虚構を暴く!』（モーリス・シャトラン、日本文芸社） 1994年
- 『ノストラダムス世界大終末〈全予測〉衝撃の近未来シミュレーション』（モーリス・A・ラカス、広済堂出版） 1994年
- 『ノストラダムス霊界大予言』（ドロレス・キャノン、二見書房） 1994年
- 『コミュニオン 異星人遭遇全記録』（ホイットリー・ストリーバー、扶桑社） 1994年
- 『奇跡の体験』（チャールズ・E.セリアー、日本テレビ放送網） 1995年
- 『X-ファイル』（クリス・カーター / チャールズ・グラント、角川文庫） 1995年 - 2008年
- 『ロズウェルに墜ちたUFO 突然に破られた宇宙での孤独 地球外生命体はこうして捕獲された』（ケビン・ランドル / ドナルド・シュミット、徳間書店） 1996年
- 『死の大研究 世にも奇妙な300の死に方』（スティーヴ・ムーア、二見書房） 1996年
- 『X-ファイル 知られざる世界 vol.2』（ジェーン・ゴールドマン、ソニー・マガジンズ） 1997年
- 『コズミック・ヴォエージ SRV:科学的遠隔透視による宇宙「謎の大探査」』（コートニー・ブラウン / ケイ・ミズモリ共訳、徳間書店） 1997年
- 『内宇宙・外宇宙への旅 元NASA科学者兼飛行士の魂の記録』（ブライアン・オレアリー、廣済堂出版） 1997年
- 『ボーダーランド』（マイク・ダッシュ、角川春樹事務所） 1998年
- 『ホスト』（ピーター・ジェイムズ、角川文庫） 1999年
- 『神々の帰還』（エーリッヒ・フォン・デニケン、廣済堂出版） 1999年
- 『恐竜のオーパーツ 北米で発見された“足跡”が超古代史を覆す!』（カール・ボウ / クリフォード・ウィルソン、二見書房 サラ・ブックス） 1999年
- 『エイリアンの夜明け』（コリン・ウィルソン、角川春樹事務所） 1999年
- 『アブダクション 宇宙に連れ去られた13人』（ジョン・E・マック、ココロ） 2000年
- 『超古代遺跡と異星文明の謎 宇宙から来た神々がもたらした太古超文明の秘密』（モーリス・シャトラン、日本文芸社） 2000年
- 『夢の研究』（ジャック・バトラー、角川文庫） 2001年
- 『宇宙からの暗号 大ピラミッドに刻まれた神々の未来計画』（ピーター・ルメジュラー、廣済堂出版） 2001年
- 『プロフェシー』（ジョン・A・キール、ソニー・マガジンズ ヴィレッジブックス） 2002年
- 『月は誰が創ったか? 最も身近な天体の真実』（クリストファー・ナイト / アラン・バトラー、学習研究社） 2007年
- 『地球の静止する日』（ハリー・ベイツ、尾之上浩司共訳、角川文庫） 2008年